# 指人儿乐队
指人儿乐队是一支产生于北京高校的流行朋克乐队。
指人儿的英文名为Finger Family，意指五位队员如同五个手指，虽然长短不一、个性不同，但是永不分开的一家人。

## 乐队成员

### 现任成员
- 乔伊娜（JOJO）：主唱/吉他/手鼓[1]
- 卢东博（东博）：吉他[1]
- 张赫（赤赤）：鼓手/和声[1]

### 已退出成员
- 杨波（Boyoo）：主音吉他/和声[1]
- 王萌（萌子）：贝斯[1]

## 风格
指人儿乐团风格为融合日本搖滾樂元素的主流摇滚，是近年来北京地下摇滚圈儿成长最为神速的年轻乐队之一。短短一年间，先后在北京最红的摇滚现场Mao Live House，各知名地下摇滚酒吧（D22+豪运+13Club+老what） 多次演出，并和咖啡因共同担任世纪坛卡酷动漫嘉年华和地坛庙会的演出嘉宾。
五个人的音乐偏好非常多元，旋律至上的主流摇滚中融入Cutie Rock、流行朋克至金属乐等多种元素，曲风明快节奏强烈，旋律充满爆发力，加之五人形象阳光，整体呈显少年漫画的气息。主唱JOJO倔强奔放且不失感性的声音有着非凡的力量，以最热血的精神诠释出内心深处最年轻最真实的中文摇滚音乐。

## 活动与演出
- 2009年：百事群音
- 2016年：新专辑《愿燃烧殆尽》二零一六全国巡演

### 百事群音零分事件
在2009年7月25日的百事群音第四场节目中，指人儿乐队与聚点翻转乐队PK的评委评分环节，大屏幕显示指人儿没有分值（0分）。评委许智伟当场表示，是“不给分”而非故障。主唱JOJO表示以后乐队将不把这一节目视为比赛，会继续好好演出，开心就好。

## 专辑
- EP《首张独立EP》（2009年6月29日）
- 单曲《青春乱》（光线传媒，2010年12月7日）
- 单曲《蝴蝶》（2015年10月20日）
- 单曲《婆娑罗》（2016年7月6日）
- 单曲《新世界》（2016年8月3日）
- 《愿燃烧殆尽》 （2016年9月20日）